# Купе (кузов)

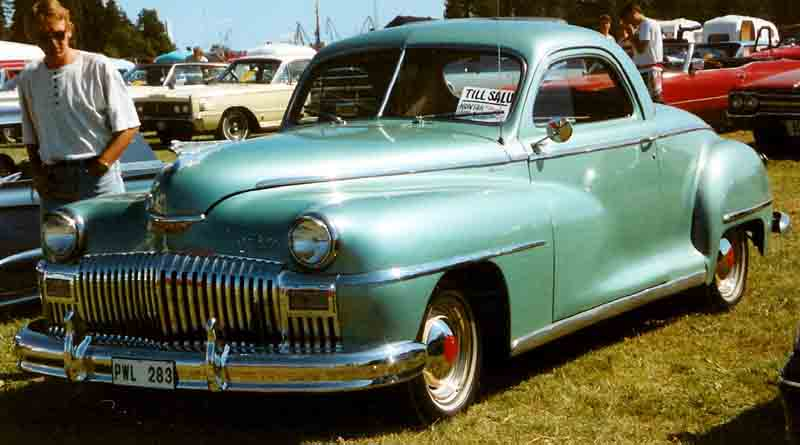
Изначальный тип двухдверного, двухместного купе.

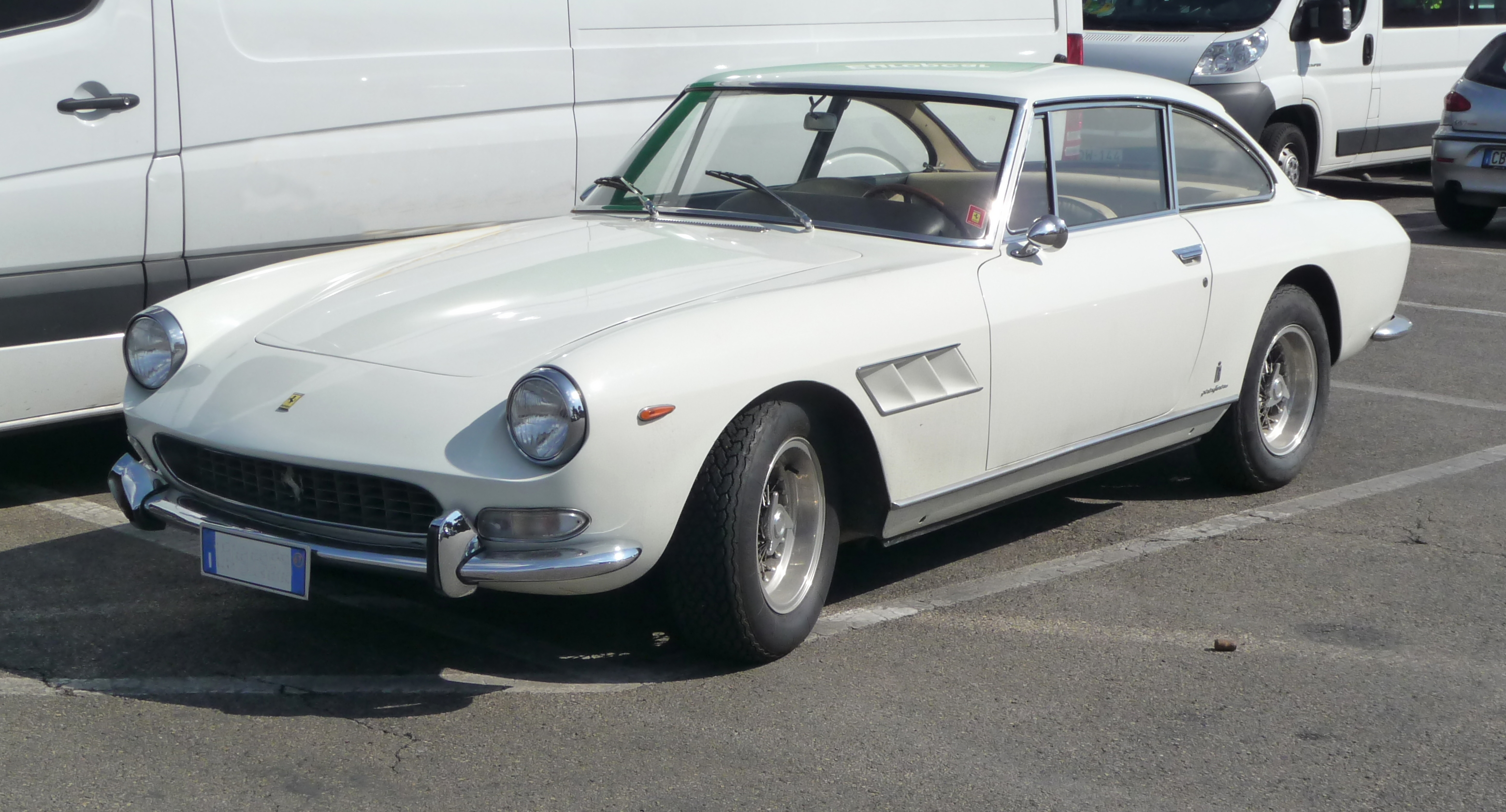
Автомобиль «Феррари» — классическое спорткупе «2+2».

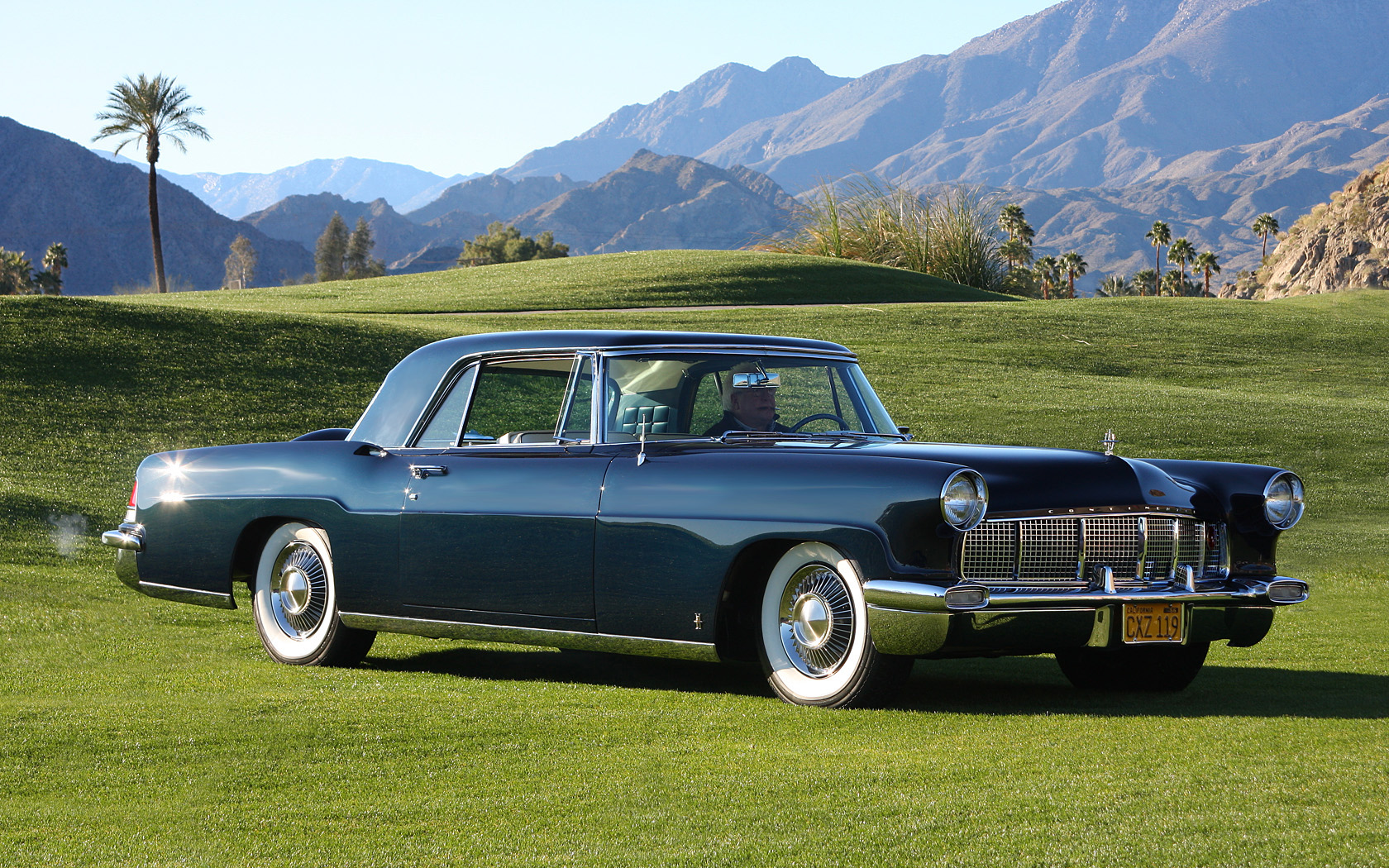
Continental Mark II - ультра-люксовое купе.

Купе (франц. coupé  — раздельный, отрезанный) — тип закрытого кузова легкового автомобиля. Отличается двумя либо четырьмя дверьми и  структурно купе отличается отсутствием дверных рамок. Боковые стекла выдвигаются из двери так же как и традиционные купе в других бытовых либо технических устройствах.
Изначальный вариант кузова «купе» имел один ряд сидений, с безрамочными окнами и был двух-трёхместным.
Как правило купе имеет укороченную относительно иных типов кузовов колёсную базу; если оно и имеет задний ряд сидений, пространство и комфортабельность посадки на нём обычно ограничены — так называемая посадочная формула «2+2», два полноразмерных посадочных места и два ограниченной вместимости или «детских».
Согласно стандарту SAE (Сообщество Автомобильных Инженеров США) J1100, купе может считаться автомобиль, объём заднего пассажирского отделения которого не превышает 33 фут³ (0,93 м³).
Тем не менее, в настоящее время «купе» скорее маркетинговый термин, призванный отобразить акцент на «спортивности» и обозначающий в большей степени не совокупность технических решений или характеристик автомобиля, а его место на рынке и набор потребительских качеств. Это отражает, например, классификация автомобилей Европейской экономической комиссии, в которой автомобили с кузовом «купе» выделены в отдельный рыночный сегмент S.
В частности, термин «купе» часто используется в качестве коммерческого, «маркетингового», «фирменного» обозначения автомобилей с другими типами кузовов — с двумя (двухдверный седан) или тремя (трёхдверный хетчбэк) дверьми, или даже четырёхдверных, чтобы подчеркнуть их спортивную направленность, постепенно теряя своё изначальное значение.
Ранее «купе» называли двухместную карету.

## Терминология

### Современные подтипы
Иногда автомобили с этим типом кузова подразделяют на подтипы:
- Спортивное купе / спорткупе (пример — Porsche 911, Honda NSX, [[ Mclaren F1])

Такие автомобили имеют высокие динамические качества, устойчивость и управляемость, платой за достижение которых и является ограниченная вместимость салона;
- Представительское купе / Гран Туризмо (пример — Cadillac Eldorado, Aston Martin DB9)

Такие автомобили рассчитаны не на спортивные достижения, а скорее на обеспечение максимального комфорта, но только для двоих — водителя и переднего пассажира, а заднее сиденье может либо вообще отсутствовать (редко), либо быть стеснённым, например из-за улучшающей внешний вид низкой крыши.
Иногда к купе условно причисляют:
- 2+2 Coupé или Quad coupé — современный тип купе с небольшими дополнительно открывающимися по ходу движения секциями позади основных дверей, служащими для облегчения посадки на заднее сиденье, но не являющимися самостоятельными дверьми (то есть, их можно открыть только когда открыты основные двери). Представителем этого типа является Mazda RX-8;
- Coupé utility или Ute (пример — Holden Ute) — в Австралии так называют популярные там низкие двухдверные пикапы со спортивным имиджем на базе седанов;
- Sport Utility Coupé (пример — трёхдверный вариант Suzuki Grand Vitara) — в США иногда так называют двух/ трёхдверный внедорожник с укороченной колёсной базой.

### Исторические подтипы

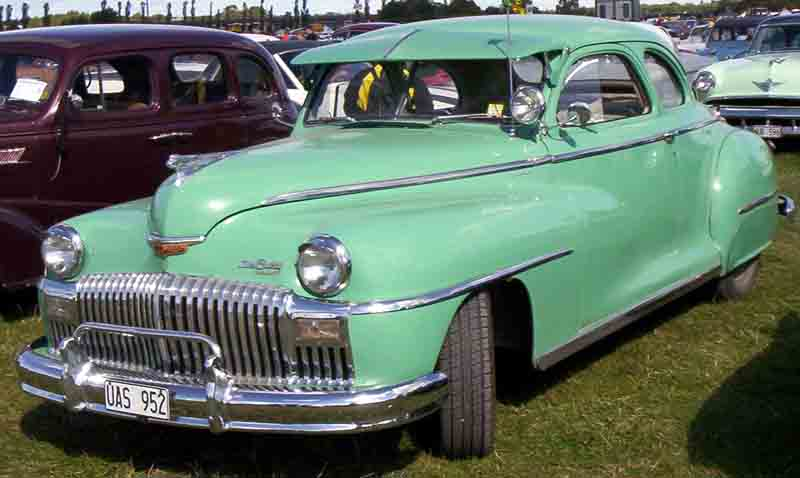
Автомобиль De Soto конца 1940-х годов с кузовом Club Coupe (пятиоконное).

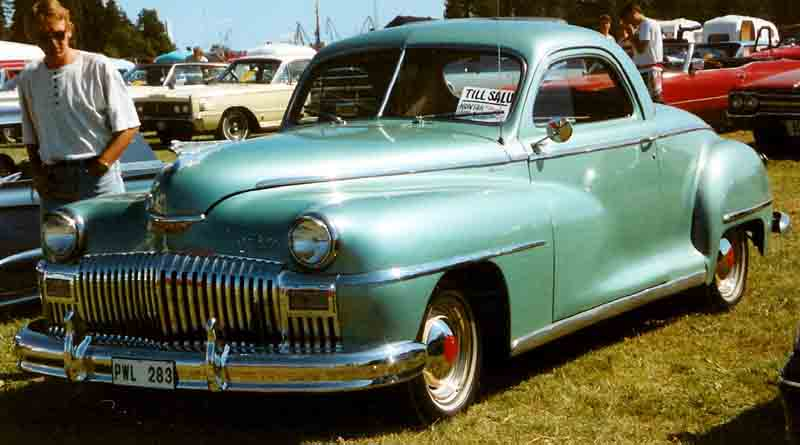
Обычное купе De Soto тех же лет (трёхоконное).

Существовали также такие исторические разновидности кузова «купе», как:
- Club coupé — купе с полноразмерным задним сиденьем; несмотря на название, де-факто это двухдверный седан, хотя и с немного «урезанным» задним пассажирским отделением, а «настоящие» кузова «купе» в те годы имели только один ряд сидений. Некоторые фирмы для обозначения таких кузовов использовали термин Sedan Coupe (дословно — «седанное купе»), подчёркивая его промежуточный между купе и двухдверным седаном характер.

От обычного двухдверного седана такие автомобили отличались деталями дизайна — обычно более покатой крышей над задним сиденьем, наклонённой вперёд центральной стойкой, отсутствием поворотных форточек или опускных стёкол в задних окнах. Этот тип просуществовал до 1950-х годов.
- Business coupé — двухдверный кузов с пустой площадкой для грузов вместо заднего сиденья, или с легкосъемным задним сиденьем, предназначенный для путешествующих коммивояжёров.

Такие автомобили выпускались для наиболее экономных покупателей и коммивояжёров, использовавших их в качестве грузопассажирского автомобиля, они имели самую низкую комплектацию из доступных и пониженный уровень отделки (обивка салона из дешёвой ткани, окраска вместо хромировки, и т. д.) Так как такие кузова создавались на основе кузова club coupe, по сути это тоже был двухдверный седан. Этот тип просуществовал до 1950-х годов.
- Opéra coupé — со складывающимися сиденьями, закреплёнными по бокам кузова.
- Sports coupé или berlinetta — другое название купе-фастбэка с покатой задней стенкой кузова и отсутствующим либо нечётко выделенным третьим визуальным объёмом.
- Combi coupé — коммерческое (маркетинговое) название трёхдверного хетчбэка, третьей дверью в задке.
- Convertible coupé — купе с мягким складным верхом, то есть, по современной терминологии — двухдверный кабриолет; этот термин использовался для разграничения кабриолетов, имевших полноценное остекление боковых дверей, и классических родстеров, такового не имевших (вместо подъёмных стёкол на них использовались пристежные брезентовые шторки с целлулоидными или плёночными окошками).
- Также, по аналогии с кузовом «седан», в прошлом выделяли типы купе по числу окон. В отличие от седанов, для которых учитывали только боковые окна, в этом случае учитывались боковые окна и заднее. Соответственно, выделяли купе трёхоконное — Three Window (два боковых окна в дверях, одно заднее) и пятиоконное — Five Window (два боковых стекла в дверях, два небольших стёклышка за ними и одно заднее). Эта классификация просуществовала до послевоенного времени, после чего практически перестала использоваться.

### Лингвистические особенности употребления термина
Аналог имеющего французское происхождение термина «купе» используется в большинстве языков мира, но существуют некоторые вариации в том, какие именно автомобили им обозначают, а также в произношении.
В частности, в Северной Америке слово coupé обычно произносят как [kup] («ку́п») — в то время, как во французском оригинале и британском английском оно произносится как [kuˈpeɪ] («купе́й»).

## Маркетинговые названия типов кузовов, содержащие термин «купе»

### Coupé — двухдверные хардтопы

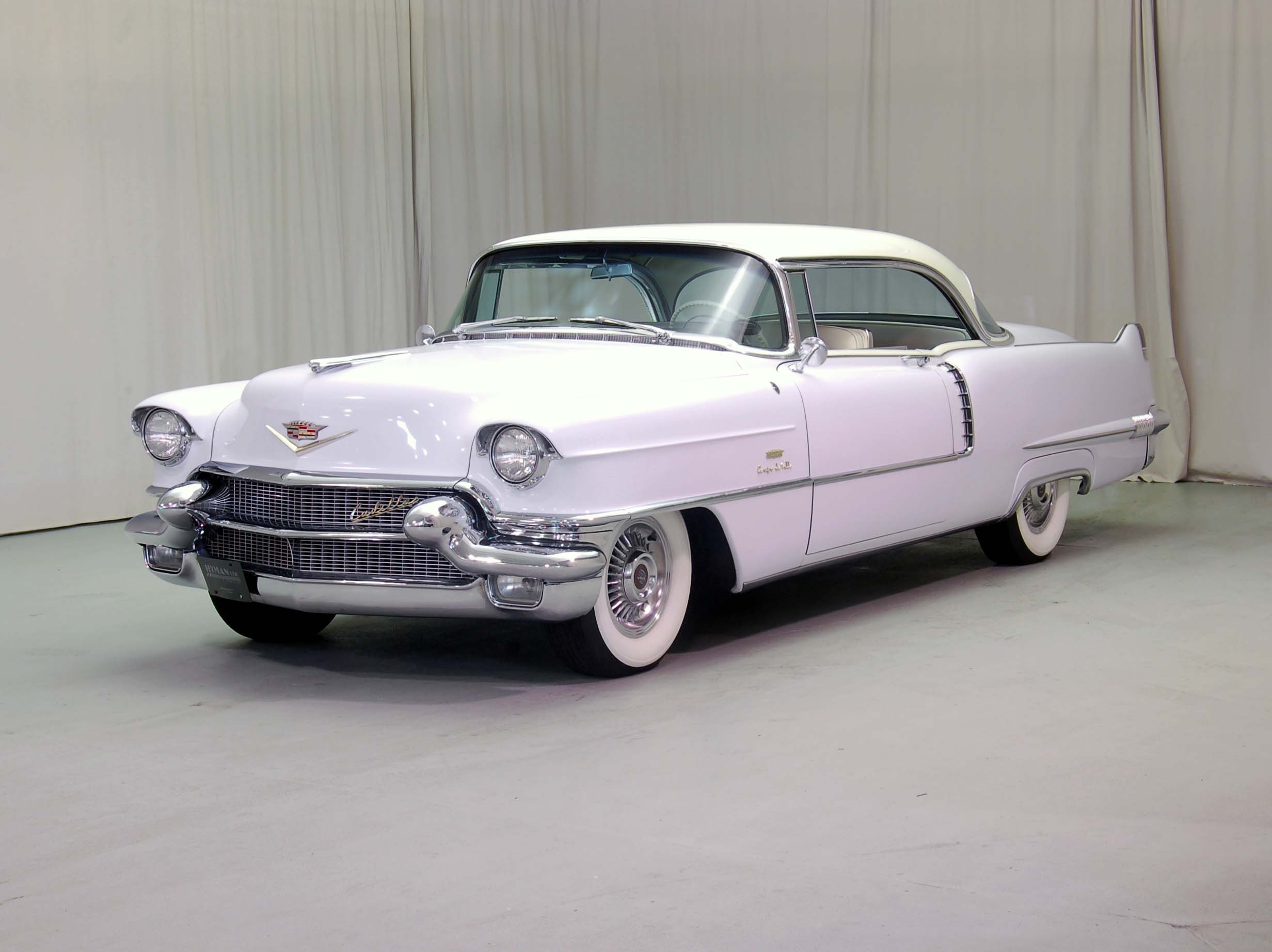
Cadillac Coupé De Ville — де-факто двухдверный хардтоп.

В США и Канаде с распространением в 1950-е — 1960-е годы бесстоечных кузовов типа хардтоп многие производители автомобилей стали называть Coupé двухдверные хардтопы вне зависимости от конфигурации кузова (который часто по сути соответствовал двухдверному седану), а термин Sedan использовали только для двухдверных моделей с центральной стойкой. Это продолжалось до самого исчезновения хардтопов в середине 1970-х годов.

### «Купе» — двухдверные седаны

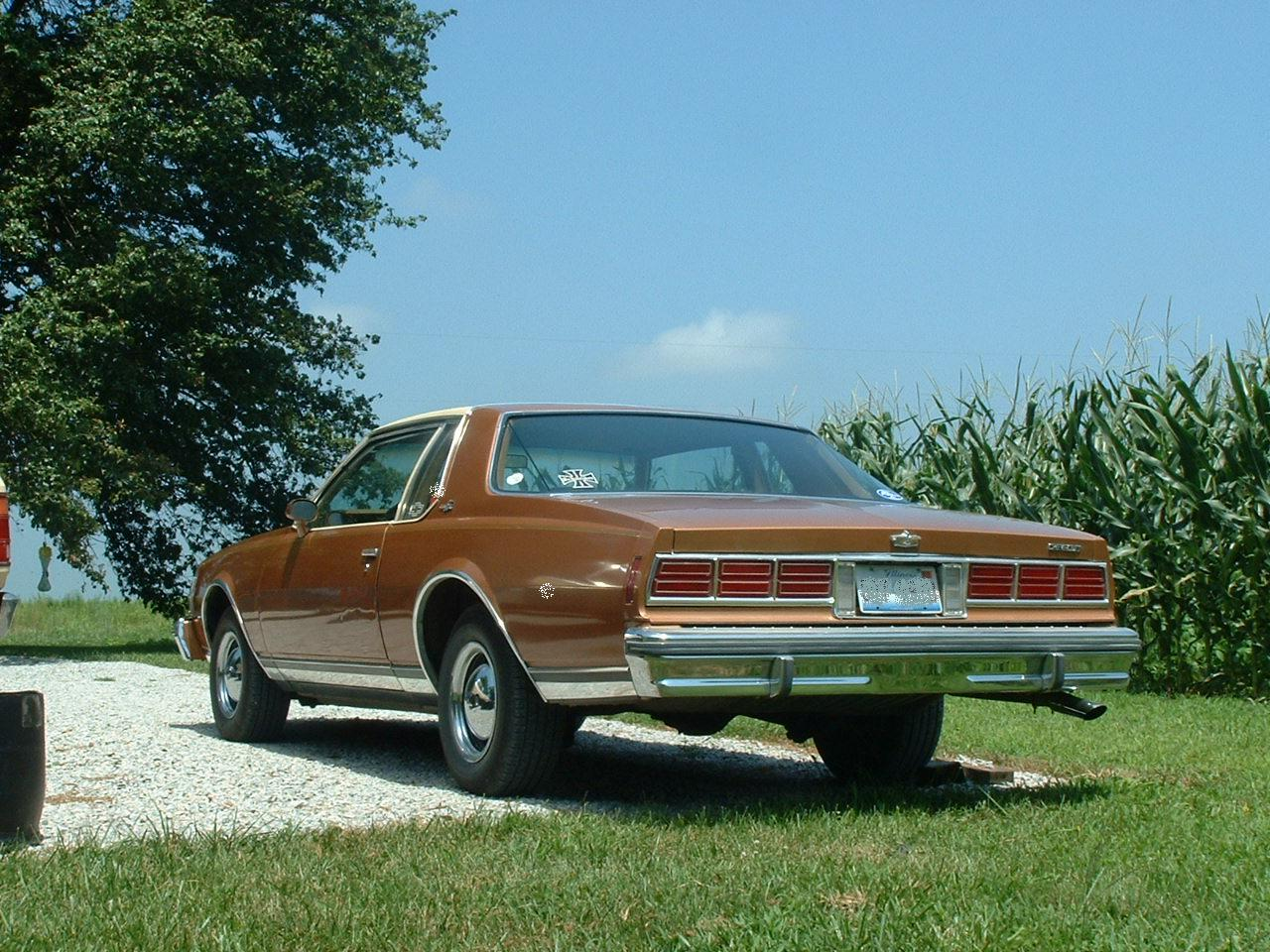
1978 Chevrolet Caprice Coupé, по сути обычный двухдверный седан.

Нередко двухдверный седан со вполне полноразмерным задним сиденьем в маркетинговых целях переименовывают в «купе».
Так, двухдверная версия модели Ford Falcon выпуска 1966—1970 годов носила название «купе» (точнее, «club coupé» или «sports coupé», в зависимости от модификации), хотя это был самый настоящий двухдверный седан, с центральной стойкой кузова и единой с четырёхдверной моделью колёсной базой. Это переименование должно было подчеркнуть спортивность этой модели, на фоне упадка интереса публики к двухдверному седану как типу кузова в результате массового распространения двухдверных хардтопов.
В наше время наблюдается сходная тенденция по переименованию двухдверных седанов в «купе», как пример можно назвать двухдверную модификацию американского варианта Ford Focus.

### Комби-купе, Combi coupé
Маркетинговое название трёх- и пятидверных лифтбэков Saab моделей Saab 99 и Saab 900.
Так же нередко называют трёхдверные хетчбэки со спортивным уклоном.

#### «Четырёхдверное купе», Four-door coupé

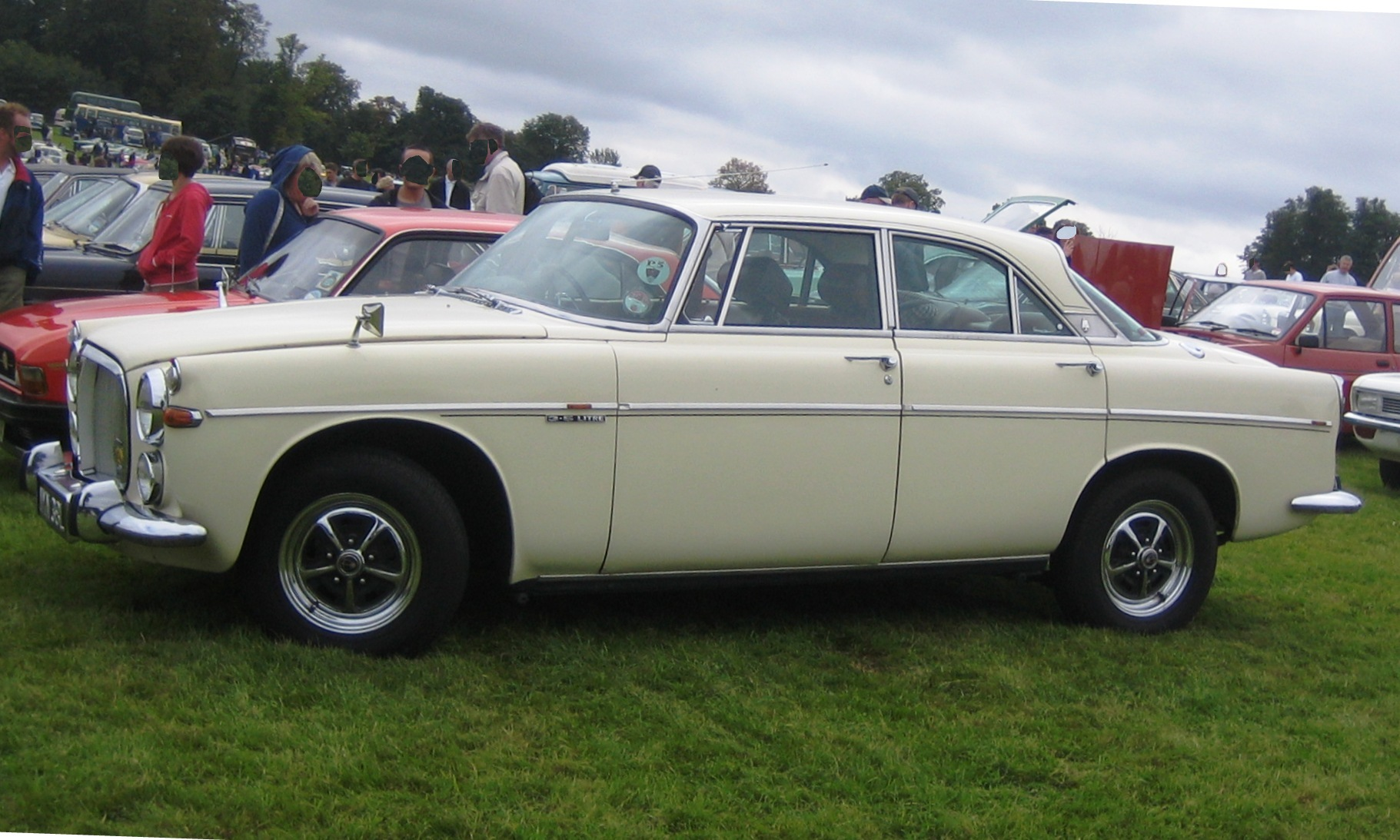
Rover P5 — историческое четырёхдверное «купе».

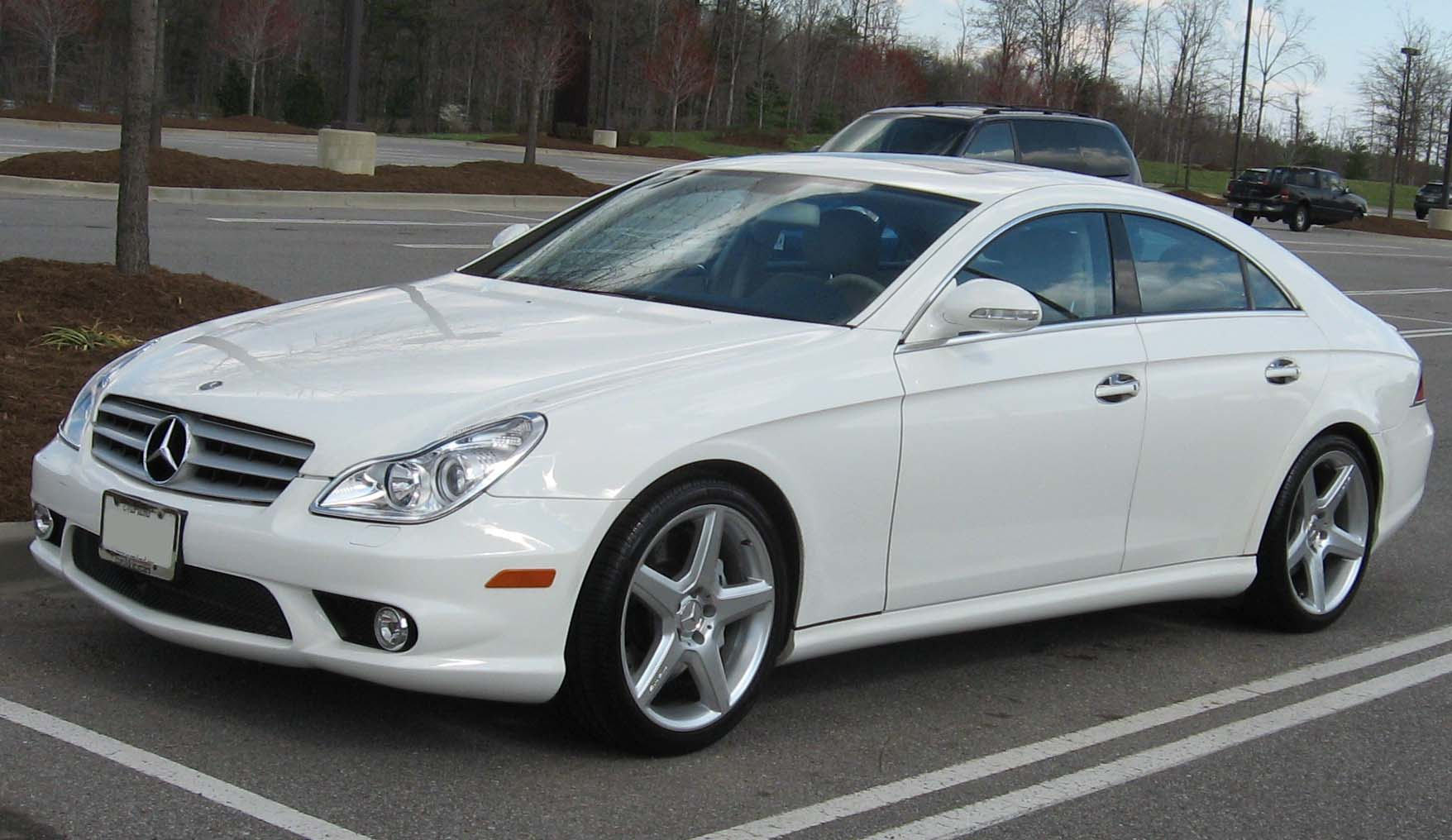
Mercedes-Benz CLS — современный четырёхдверный седан в стиле «купе».

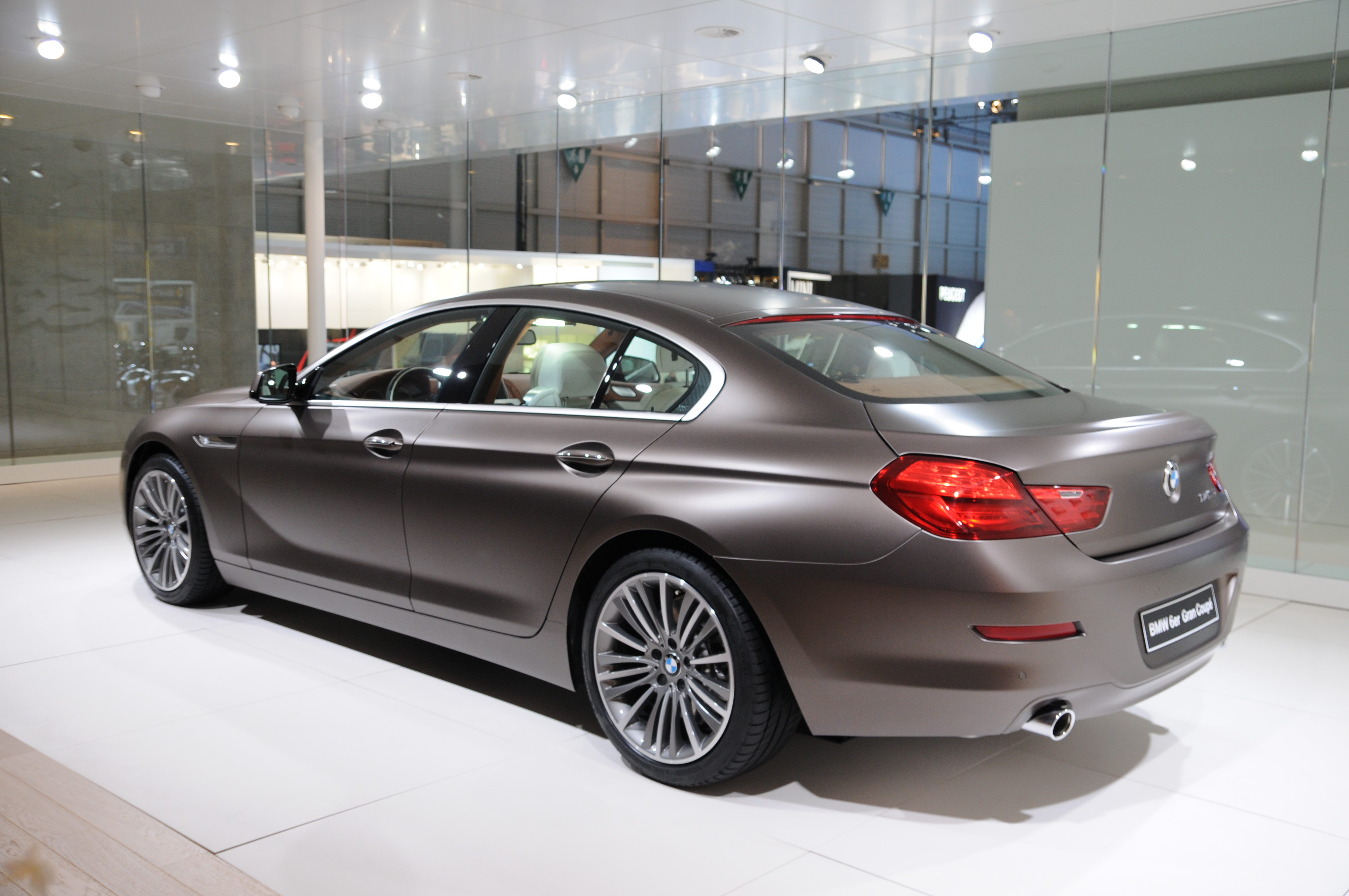
BMW 6 серии Гран Купе

Так иногда обозначали и обозначают седан или четырёхдверный хардтоп с близкими к купе пропорциями. Это условное, коммерческое название.
Известный исторический случай использования этого названия — Rover P5 модели 1962—1973 годов в варианте с низким уровнем крыши.
В последнее время фирмы, специализирующиеся на выпуске спортивных и полуспортивных автомобилей премиум класса, создали на рынке новый подкласс автомобилей, являющиеся «удлиненным» купе или синтезом спортивного 2-дверного купе и люкс-седана — четырёхдверное купе. Они могут иметь как 4 дверей, так и 5-ю «дверцу», которую некоторые производители квалифицируют как «крышка» (некоторые комментаторы иногда путают автомобили этого класса с малыми SUV).
Этот класс представлен следующими моделями:
- Aston Martin Rapide — 5-дверный лифтбэк;
- Audi A7;
- Fisker Karma;
- Maserati Quattroporte — 4‑дверное купе;
- Mercedes-Benz CLS;
- Porsche Panamera — 5‑дверный фастбэк;
- Volkswagen Passat CC — 4-дверное купе;
- BMW 6 серии Гран Купе;
- Honda Vigor — 4‑дверное купе.

#### Sport Activity Coupé

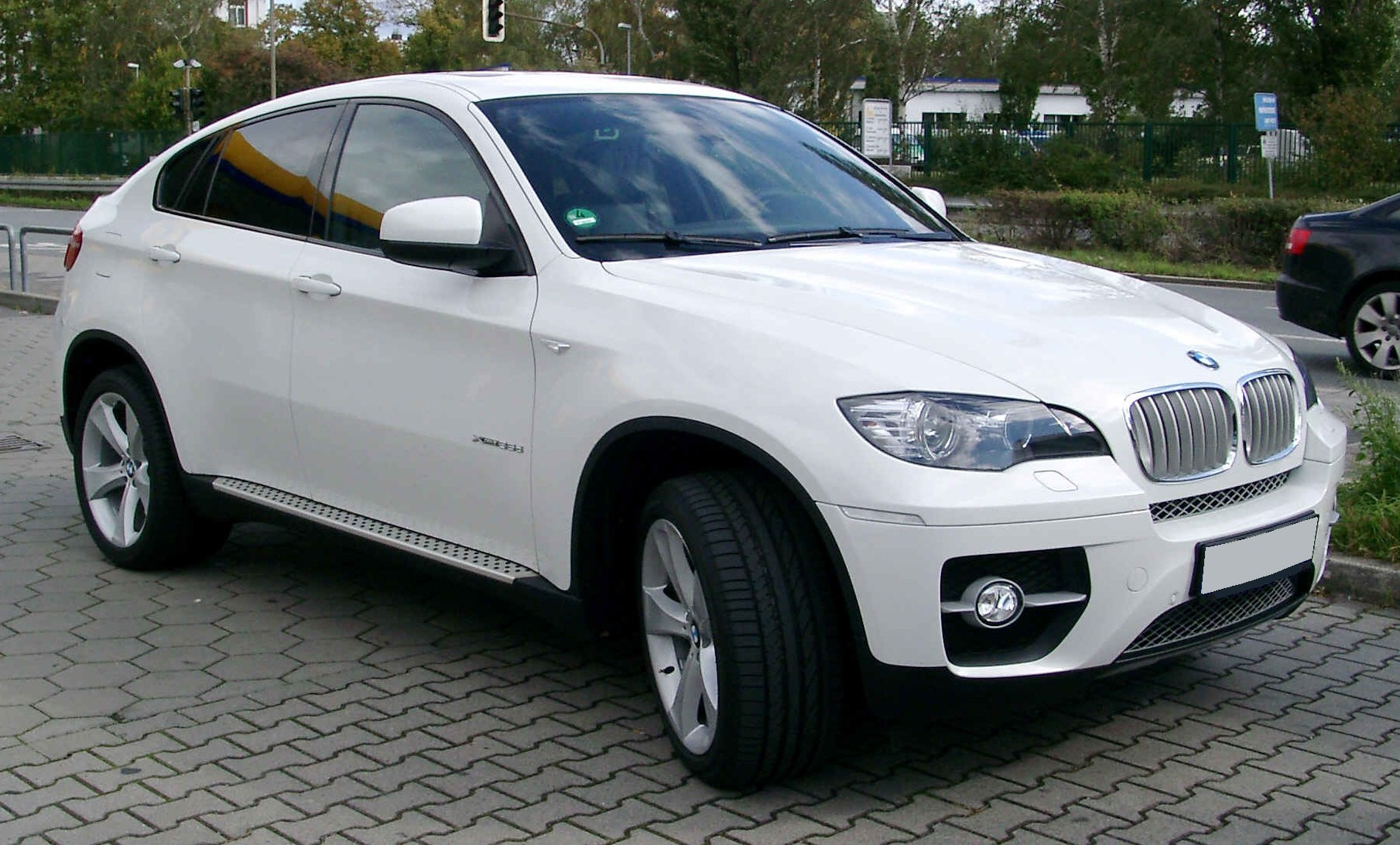
BMW X6

Пример — BMW X6. Это внедорожник с линией крыши типа «фастбэк», то есть плавно ниспадающей по мере приближения к заднему свесу, что, по заявлениям производителя, придаёт автомобилю бо́льшую визуальную спортивность. Фактически это обычный «лифтбэк», стараниями маркетологов возведённый в ранг «купе»,

## Примеры автомобилей с кузовом купе
- Aston Martin DB9
- Audi A5
- Bentley Continental
- BMW 8
- Chevrolet Camaro
- Dodge Challenger
- Dodge Stealth
- Continental Mark II
- Ford Mustang
- Lotus Esprit
- Maserati GranTurismo
- Mercedes-Benz W124
- Mercedes-Benz W204
- Mercedes-Benz W205
- Mercedes-Benz W212
- Mercedes-Benz W213
- Mitsubishi 3000GT
- Nissan 300ZX
- Subaru SVX
- Toyota Supra
- Chevrolet Corvette

## Кузов купе и отечественная автопромышленность
Советская промышленность автомобилей с кузовом «купе» по целому ряду причин серийно не выпускала. Единственным исключением была мотоколяска СЗД, но она в свободную продажу не поступала, а распределялась среди инвалидов органами социального обеспечения.
Главной причиной был явный недостаток спроса на внутреннем рынке и, следовательно, экономическая нецелесообразность развёртывания выпуска. До семидесятых годов, когда началось производство легковых автомобилей в достаточных для постепенного насыщения рынка количествах и были частично сняты действовавшие ранее жёсткие ограничения на продажу автотранспорта на вторичном рынке, большинство автолюбителей покупало автомобиль фактически один раз в жизни и требовало от него максимальной универсальности, чему лучше всего соответствовали четырёхдверные кузова. Даже двухдверные седаны в таких условиях не пользовались особой любовью потребителя, что уж говорить о менее практичных купе.
Мнение о наличии каких либо идеологических предпосылок или официальных запретов на выпуск автомобилей такого типа не основано на сколько бы то ни было правдоподобных реальных фактах, тем более, что автомобили с кузовами «купе» и даже «спорткупе» выпускались в других социалистических странах, например, в ГДР (AWZ P70 Zwickau и «Мелькусы») и Чехословакии (Skoda). В СССР также создавались прототипы купе, например СМЗ-НАМИ-086 «Спутник», но в серию они не пошли, в случае «Спутника» — из-за целого ряда причин организационно-технического и финансового характера.
С 1963 по 1969 год на Московском кузовном заводе была собрана малая серия из пяти (по другой информации — шести) экземпляров спорткупе «Спорт-900» («КД») по проекту дизайнера Эдуарда Молчанова. Кузов был выполнен из стеклопластика на трубчатой несущей раме, а все агрегаты заимствовались у серийного «Запорожца» ЗАЗ-965. Формально это были самоделки, но профессиональная дизайнерская проработка, выпуск серией и использование производственных мощностей крупного промышленного предприятия явно выделяют эту серию на фоне обычного технического творчества тех лет. Автомобили получили широкую известность, им были посвящены многочисленные публикации в прессе.
Существовали заводские переделки на основе «Москвича-407» с кузовом «двухместное купе» сугубо спортивного назначения, участвовавшие во всесоюзных первенствах, а также два прототипа спорткупе «Москвич-408-Турист» вместимостью «2+2» (они имели съёмную пластиковую крышу, что позволяет рассматривать их одновременно и как кабриолеты), в серию не пошедших.
Кроме того, автомобили с кузовами типа «купе» или «спорткупе» были излюбленным мотивом творчества для самодеятельных автоконструкторов СССР — достаточно назвать такие удачные примеры самоделок, как «Юна», «Лаура», «Панголина» и другие.
Автомобили ЗАЗ, вопреки имеющемуся заблуждению, купе не являлись: они имели полноценные, для своего класса, задние посадочные места, и тип их кузова всегда указывался как «двухдверный седан». На Запорожском заводе в первой половине шестидесятых годов действительно существовал проект спортивного купе на базе агрегатов ЗАЗ-965, но дальше чисто-экспериментальных работ дело не пошло.
Изредка в литературе советских времён термином «купе» обозначали модели ВАЗ-1111 «Ока» и даже ВАЗ-2121 «Нива», что не имело под собой никаких оснований.
В девяностые годы российский автопром массового производства автомобилей с кузовом купе так и не освоил ввиду слишком низкого спроса, который полностью удовлетворялся за счёт импорта иномарок.
АО «Москвич» выпустило некоторое количество (очень незначительное) автомобилей «Дуэт» на базе модели «Москвич-2141» (точнее, седана «Москвич-2142» с укороченной колёсной базой), однако несуразный внешний вид и невнятная маркетинговая концепция заставляют относиться к ним разве что как к причуде тогдашнего руководства завода.
Кроме того, несколько малых фирм пытались наладить мелкосерийный выпуск автомобилей с таким кузовом, например тольяттинская фирма «Моторика» (LADA 110 Coupe), питерская фирма «Автокад» (купе класса GT «Лаура»).
На Парижском автосалоне осенью 2008 года был показан прототип LADA Revolution III.
В 2005—2009 гг. на опытно-промышленном производстве АвтоВАЗа серийно производилась модель LADA 112C ВАЗ-21123, относимая производителям к трёхдверным купе-хетчбэкам, но фактически представлявшая собой трёхдверный вариант обычного хетчбэка ВАЗ-2112. Аналогичную 3-дверную версию LADA Priora Coupe (ВАЗ-21728) на базе хетчбэка LADA Priora ВАЗ-2172 производят с 2009 года. К трёхдверным хетчбэкам относилась и перспективная разработка ВАЗ-а — Lada Kalina City, также иногда называемая «купе».